# Związek Spółdzielni Niemieckich w Polsce
Związek Spółdzielni Niemieckich w Polsce (niem. Verband deutscher Genossenschaften in Polen) – jeden z pięciu związków rewizyjnych spółdzielni, należących do mniejszości narodowej niemieckiej w okresie II Rzeczypospolitej. 

## Historia
Związek został w 1895 roku jako Verband deutscher Genossenschaften in der Provinz Posen (do 1921), którego jednym z przewodniczących był Alfred Hugenberg. Związek działał w Wielkopolsce, a od 1926 roku również na Śląsku. Zrzeszał głównie spółdzielnie kredytowe. W 1933 roku należały do niego 44 banki ludowe typu Schulzego i 159 kas rolniczych typu Raiffeisena. W 1933 roku przejął funkcje rewizyjne od drugiego poznańskiego Związku Spółdzielni Rolniczych na Polskę Zachodnią oraz od łódzkiego Związku Spółek Niemieckich w Polsce. Centralą finansową związku był Landesgenossenschaftbank w Poznaniu. Związek wydawał corocznie niemieckie kalendarze rolnicze dla Polski (niem. Landwirtschaftlicher Kalender für Polen).